# Премія Тайлер
Премія Тайлер за досягнення в галузі довкілля — щорічна нагорода за науку про навколишнє середовище, охорону навколишнього середовища та енергетику. Лауреати та лауреатки Тайлера отримують грошовий приз у розмірі 200 000 доларів США та медальйон. Премія управляється Університетом Південної Каліфорнії і була заснована Джоном і Еліс Тайлерами в 1973 році.  Премію вважають "Нобелівською нагородою з екології".

## Лауреати
- 2020: Гретхен Дейлі та Паван Сухдєв
- 2019: Майкл Е. Манн і Воррен М. Вашингтон
- 2018: Пол Фалковскі та Джеймс Дж. Маккарті
- 2017: Хосе Сарукхан Кермез
- 2016: Сер Партха Дасгупта
- 2015: Мадхав Гадгіл і Джейн Лубченко
- 2014: Саймон Левін
- 2013: Діана Стіл
- 2012: Джон Сайнфельд і Кірк Сміт
- 2011: Мей Беренбаум
- 2010: Лорі Маркер і Стюарт Пімм
- 2009: Річард Алей і Вірабхадран Раманатан
- 2008: Джеймс Гелловей і Гарольд Муні
- 2007: Гатце Леттінга
- 2006: Девід Шиндлер[6] та Ігор Шикломанов
- 2005: Чарльз Кілінг і Лонні Томпсон
- 2004: коледж Берефут і Red Latinoamericana de Botanica
- 2003: Ганс Геррен, Йоель Маргаліт і сер Річард Долл, які встановили зв'язок між раком легенів і курінням сигарет.[6]
- 2002: Воллес Брокер і Тунгшен Лю
- 2001: Джаред Даймонд і Томас Лавджой
- 2000: Джон Холдрен
- 1999: Те-Цзу Чанг і Джоел Коен
- 1998: Енн Ерліх і Пол Ерліх
- 1997: Джейн Гудолл, Біруте Галдікас і Джордж Шаллер
- 1996: Віллі Дансгаард, Ганс Ошгер і Клод Лоріус
- 1995: Клер Паттерсон
- 1994: Артуро Ґомес-Пампа і Пітер Равен
- 1993: Герберт Борман і Джин Лікенс
- 1992: Перрі Маккарті та Роберт Вайт
- 1991: Еверетт Куп і MS Swaminathan
- 1990: Томас Айснер і Джерольд Майнвальд
- 1989: Пол Крутцен і Едвард Голдберг
- 1988: Берт Булін
- 1987: Еванс Річард Шультес і Ґілберт Вайт
- 1986: Вернер Штумм і Річард Волленвайдер
- 1985: Брюс Еймс і Організація тропічних досліджень
- 1984: Роджер Ревелл та Едвард Осборн Вілсон
- 1983: Гарольд Джонстон, Маріо Моліна та Шервуд Роуленд
- 1982: Керролл Вілсон і компанія Едісона Південної Каліфорнії
- 1978: Рассел Трейн
- 1977: Юджин Одум
- 1976: Абель Вольман, Чарльз Сазерленд Елтон і Рене Дюбо
- 1975: Рут Патрік
- 1974: Арі Ян Хааген-Сміт, Джордж Евелін Гатчинсон і Моріс Стронг

## Виконавчий комітет
Виконавчий комітет контролює діяльність премії Тайлера, включаючи відбір лауреатів премії Тайлера. Члени цього міжнародного комітету обираються за їхній досвід у галузях, що мають відношення до премії Тайлера, і їм допомагає Адміністратор премії Тайлера з Університету Південної Каліфорнії. До нинішньої комісії входять:
- Джулія Мартон-Лефевр
- Розіна М. Бірбаум
- Джулія Карабіас Лілло
- Маргарет Кетлі-Карлсон
- Алан Кович
- Ексеквіель Езкурра
- Келлі Сімс Галлахер
- Джудіт Е. Макдауелл
- Кеннет Нілсон
- Джонатан Патц
- Джим Ватсон

## Зовнішні посилання
- Премія Тайлера за екологічні досягнення в Університеті Південної Каліфорнії
- Премія Тайлера за екологічні досягнення